# Tenri-O-no-Mikoto
Tenri-Ô-no-Mikoto (天理王命) é o Deus único e original que criou os seres humanos e o mundo na Tenrikyo. Os dois primeiros caracteres em Kanji de Tenri-Ô-no-Mikoto são 天理, onde 天 se refere ao céu ou divindade, e 理 se refere à razão ou conhecimento, portanto "Tenri" (天理) se refere ao divino ou conhecimento celestial, e de certo modo acrescenta uma natureza divina à própria verdade "天理" também se refere a "Lei da natureza" ou "lei divina".  No Brasil, o nome usado para se referir a Tenri-Ô-no-Mikoto é Deus Parens; em Japonês, o nome equivalente é Oyagamisama. Na Tenrikyo, Deus não tem gênero. Os seguidores da Tenrikyo possuem três níveis na compreensão e da natureza do criador, em um entendimento primário do espírito, que é Deus propriamente dito (Kami, Deus) através da casualidade natural, Deus como o criador da natureza e das leis da natureza (Tsukihi, Lua-Sol) e eventualmente a uma compreensão de um relacionamento parental entre o criador e os seres humanos, Deus como sendo Pai e Mãe. (Oya/Parens). Essa progressão na compreensão é o ensinamento chave da Tenrikyo, onde é aceito que tudo é um processo para a evolução espiritual feito por pequenos passos e estágios de compreensão através das orientações e vivências na vida que levam a maturação espiritual.
Em trechos do Ofudessaki diz:
(Ofudessaki é a escritura divina registrada por Oyassama que transmitiu aos seres humanos a vontade de Deus Parens. Consistente em 17 partes e há 1711 versos. É um dos textos originais)
"Sou o Deus que iniciou os seres humanos do mundo, porém, não existe quem me conheça.”
Of. III-15
“Tsukihi criou os seres humanos por desejar ver o viver alegre e feliz”
Of. XIV - 25
É ensinado que Deus Parens é a fonte do mundo  humano, não apenas o criador do mundo, mas também o protetor de todos os seres existentes não havendo nada que não dependa de sua proteção. Para que os seres humanos possam viver bem, Deus Parens concedeu a graça divina nas funções do corpo humano, como poder respirar, enxergar e se alimentar; na obra da natureza como a iluminação do sol, a chuva e crescimento dos animais e das plantas.
Deus Parens criou o mundo e os seres humanos com as dez providências dividas:
- Kunitokotati-no-mikoto - Representa a providência divina dos olhos e umidade no corpo humano e da água no mundo.
- Omotari-no-mikoto – Representa a providência divina da temperatura do corpo humano e do fogo no mundo.
- Kunissazuti-no-mikoto – Representa a providência divina do órgão genital feminino e da conexão da pele no corpo humano e da conexão em geral no mundo.
- Tsukiyomi-no-mikoto – Representa a providência divina do órgão genital masculino e do esqueleto suportador no corpo humano, e do suporte em geral no mundo.
- Kumoyomi-no-mikoto – Representa a providência divina da entrada e saída dos alimentos no corpo humano, e da subida e descida da umidade no mundo.
- Kashikone-no-mikoto – Representa a providência divina da respiração no corpo humano, e do vento no mundo.
- Taishokuten-no-mikoto – Representa a assistência divina de cortar a conexão do bebê com o útero da mãe no nascimento e de cortar a respiração no retornamento. No mundo, a providência de corte em geral.
- Otonobe-no-mikoto – Representa a assistência divina de extrair a criança do útero da mãe o nascimento. No mundo, a providência de extração em geral.
- Izanagui-no-mikoto – O protótipo de homem, a função de semente.
- Izanami-no-mikoto – O protótipo de mulher, a função de viveiro.

## História
Em 1880, para evitar uma perseguição contínua pelo governo, Tenrikyo se colocou sob a administração de um templo [Shugendo] chamado Jifukuji. Durante esse período, Tenri-Ō-no-Mikoto foi oficialmente chamado de Tenrin-Ō - Nyorai e os kanji de várias outras divindades foram alterados, mas por 1890 Tenrikyo recebeu a aprovação do governo do Meiji e os nomes originais foram restaurados.